# Thành phố Ipswich
Thành phố Ipswich (tiếng Anh: City of Ipswich) là một Khu vực chính quyền địa phương trong vùng Đông Nam Queensland, bao gồm một diện tích 65,7 km vuông (25,4 sq mi) dọc theo bờ biển khoảng 40 km (25 dặm) về phía tây nam Brisbane, thủ phủ của Queensland. Thành phố của Ipswich có dân số 162.380 người (2009).
Ipswich là khu vực chính quyền địa phương lâu đời thứ hai ở Queensland, sau Brisbane. Ngày 16 tháng 11 năm 1859, sau khi ban hành Luật đô thị năm 1858 tại tiểu bang New South Wales, một đơn có 91 chữ ký nhận bởi các Thống đốc của tiểu bang New South Wales có Ipswich, mà lúc đó đã có 3.000 người, khu vực đã được cấp tình trạng thị trấn, khu tự quản. Đơn kiện đã được công bố vào ngày hôm sau.
Thị xã được nâng cấp vào ngày 22 tháng 11, năm 1904 để trở thành một thành phố, tư cách được cấp bởi Chính quyền của Queensland ngày 01 tháng 12 năm 1904 và thị trưởng đầu tiên của nó là Hugh Reilly.